# ウイニングポストシリーズ
ウイニングポストシリーズ（Winning Postシリーズ）とはコーエーテクモゲームス（旧コーエー）から発売されている競馬を題材としたシミュレーションゲームのシリーズである。2025年3月27日現在、第21作のウイニングポスト10 2025までが発売されている。通称は「ウイポ」あるいは「WP」。時には「ウィニングポスト」と表記されることもある。
「Winning Post」とは競馬の「ゴール板」を指す英語名称である。
また、派生作品として『100万人のウイニングポスト』を携帯電話向けのSNSサイトにて提供している。
ゲームの特徴はゲームを通じて知り合うホースマンや知人との交流に重点をおいている点、競走馬の日常的な調教に直接関与しないことを基本とする点、時の流れの概念により、ゲーム世界に存在する競走馬だけでなく、種牡馬やホースマンもプレイ中に随時引退・デビューする点などにある。

## シリーズ作品一覧
| 1993 | ウイニングポスト         |
| 1994 |                          |
| 1995 | ウイニングポスト2        |
| 1996 |                          |
| 1997 | ウイニングポスト3        |
| 1998 | ウイニングポスト4        |
| 1999 |                          |
| 2000 | ウイニングポスト5        |
| 2001 |                          |
| 2002 | ウイニングポスト6        |
| 2003 |                          |
| 2004 | ウイニングポスト7        |
| 2005 |                          |
| 2006 |                          |
| 2007 |                          |
| 2008 |                          |
| 2009 | ウイニングポストワールド |
| 2010 |                          |
| 2011 |                          |
| 2012 |                          |
| 2013 |                          |
| 2014 | ウイニングポスト8        |
| 2015 |                          |
| 2016 |                          |
| 2017 |                          |
| 2018 |                          |
| 2019 | ウイニングポスト9        |
| 2020 |                          |
| 2021 |                          |
| 2022 |                          |
| 2023 | ウイニングポスト10       |

- ウイニングポスト - 1993年発売
- ウイニングポスト2 - 1995年発売
- ウイニングポスト3 - 1997年発売
- ウイニングポスト4 - 1998年発売
- ウイニングポスト5 - 2000年発売
- ウイニングポスト6 - 2002年発売
- ウイニングポスト7 - 2004年発売
- ウイニングポストワールド - 2009年発売
  - ウイニングポストワールド 2010 - 2010年発売
- ウイニングポスト8 - 2014年発売
  - ウイニングポスト8 2015 - 2015年発売
  - ウイニングポスト8 2016 - 2016年発売
  - ウイニングポスト8 2017 - 2017年発売
  - ウイニングポスト8 2018 - 2018年発売
- ウイニングポスト9 - 2019年発売
  - ウイニングポスト9 2020 - 2020年発売
  - ウイニングポスト9 2021 - 2021年発売
  - ウイニングポスト9 2022 - 2022年発売
- ウイニングポスト10 - 2023年発売
  - ウイニングポスト10 2024 - 2024年発売
  - ウイニングポスト10 2025 - 2025年発売

これ以外に、ウイニングポスト for ゲームボーイアドバンス（『2』をベースにグラフィックは『4』のものを流用）が2001年に発売されている。
2005年にアイジーティージャパンからパチスロの4号機（ストック機）およびそのPS2版移植（パチスロ ウイニングポスト）および携帯コンテンツ版（iモード、Yahoo!ケータイ、EZweb向け）もある。また、GREE、mobcast、dゲーム、Mobage、my GAMECITY、mixi、コロプラにて100万人のウイニングポストが配信中。

### パワーアップキット
他のコーエー作品同様に、パソコン版においてはパワーアップキットが販売される。『3』以降では、ゲームプレイ中にはエディットできないものの、初期時点での種牡馬や騎手の能力のエディットが可能になった（のちに家庭用版でもエディット機能でできるようになった）。作品によっては通常のゲーム中には登場しない種牡馬も作成できる。サイレンススズカやライスシャワーなど非業の死を遂げ、種牡馬になれなかった競走馬を種牡馬として蘇らせることなども可能になっている（のちに家庭用版でもスペシャル種牡馬で使用可能になった。）。
パワーアップキットによって、通常版販売後にグレードワン競走に勝利した馬などが追加・能力修正されることもある。
また、家庭用版でもエディット機能が実装されているシリーズがある。（ただし、『7』シリーズ以降ではオリジナル種牡馬作成が廃止され冠名も変更できなくなった。『8』では全機種とも人名しか変更できなくなったが『8 2015』からは騎手・調教師の能力と競走馬・種牡馬の能力のエディットもできるようになった。）
「信長の野望シリーズ」や「三國志シリーズ」など他のコーエー作品のコンシューマ移植版ではパワーアップキットは「with パワーアップキット」として販売されるが、本シリーズのコンシューマ移植版では最新のレースプログラムや種牡馬、繁殖牝馬などを導入した「プログラム○○」・「マキシマム○○」（○○には年号が入る）というタイトルもしくはタイトルに年号が追加されたタイトル（例　ウイニングポスト8 2015）で販売されていた。ただし、『8』以降はPC・コンシューマともに、パワーアップキットに類するバージョンアップ版はタイトル+年号の形式に統一された。

## ゲーム内容

### 目標
優秀な競走馬を所有して馬主・生産者としての名声を得ることが最大の目標とされる。そのために優秀な競走馬の生産や購買に努めることになる。なおゲームクリアの概念は一応存在するものの、実質的にはゲーム内イベントのひとつに過ぎず、ゲーム内においてプレイ継続のため必ず達成しなければならない目標も破産を回避すること以外は存在しない。したがってプレイヤーは自由なスタイルのプレイを楽しむことができる。『2』シリーズなどの一部作品を除きエンディング後もゲーム進行は通常通りに行え、プレーヤーが望む限り際限なく（厳密には西暦9999年、『8』以降は2999年まで）プレイすることが可能である。

### ゲームの舞台
初期の作品では日本の中央競馬のみを舞台としていた（中央以外では凱旋門賞のみ出走可能）が、『2』以降は地方競馬や日本国外の競馬に舞台が広がった。『4』以降は出走可能な地方競馬および海外競馬のレースも大幅に増加し、さらに海外の競馬主催者から表彰を受けることも可能となった。『6』以降の作品では競走馬を海外に所属させることも可能である。また、アジアマイルチャレンジやワールドレーシング・チャンピオンシップなどのシリーズも導入されている。出走可能な日本国外の競馬は国際セリ名簿基準書でパート1に記載されている競走で、北米と欧州の大部分の重賞のほか、アラブ首長国連邦（ドバイ）、香港、シンガポール、オーストラリアの一部重賞となっている。その一方でパート1として記載されている国でも南米諸国や南アフリカ共和国、ニュージーランドの競走は出走可能となっていない。障害競走は『10』でも導入されていない。オールウェザーも導入されておらず、ドバイワールドカップなどオールウェザーで開催される競走はすべてダートコースに置き換わっている。
なお時間面の舞台設定についてはゲーム発売時から数年後の時点からスタートするのが通例であったが、『7』以降は、競馬史に残るような実在競走馬の所有や対戦が可能なよう、ゲーム発売時から数十年単位で大きく過去に遡った特定の年代からのスタートが登場した。なお『ワールド』のみ1983年〜2008年（2010年）のループ方式が採用されている。

### ゲームの開始
開始時には自身の馬主名、秘書、勝負服などを設定する。また、所有馬につける冠名を決められる（つけないことも可能）。当初所有する競走馬は秘書やライバル馬主などからプレゼントされるか購入する2歳馬と3歳馬の各1頭、合計2頭となる（『7』シリーズ・『8』シリーズでは2歳馬をセリで購入し、ライバル馬主から提示された現役競走馬1頭、合計2頭を購入することとなる。もちろん史実馬の購入もできる）。

### 競走馬の生産
プレイヤーは自らの経営する牧場において競走馬の生産を行うことが可能であり『4』以降は海外に繋養されている種牡馬との交配、『6』以降は海外（米国および欧州）に開設した牧場における生産も可能となった。シリーズ初期の作品においては優秀なサラブレッド同士を交配させる、ベストトゥベストの配合によって優秀な競走馬を生産するという概念が支配的であったがやがてゲーム内に設定された特定の法則（配合理論）に依拠しなければ優秀な競走馬の生産が困難なシステムに移行した。なお、『7』以降では史実馬の生産も可能。原則国内の馬同士でしか配合できないが『7』の大牧場モードと『8』のアップデート及び『8 2015』で追加された種牡馬繋養施設のレベル3建設ボーナスで海外の馬とも配合可能（ただし生まれる史実馬が父が海外で繋養している馬で母が日本で繋養している馬（例として海外馬トレーニングセールで入手できるシーキングザパールや海外馬カードまたは海外馬購入イベントで購入できる牝馬など）に限り無条件で配合できる）。

#### 主な配合理論
インブリード
血のつながりが濃いいわば親戚同士を交配して才能のある馬を生み出す。反面、健康不安が生じやすい。
ラインブリード
同じ系統に属する馬同士を交配することで才能のある馬を生み出す。インブリードと同様のデメリットがある。
アウトブリード
血のつながりが薄い馬同士の交配。能力の上積みは見込めないが、心身の健康状態が向上する。作品によってはデメリットしかないこともある。
ニックス
両親の属する系統同士の相性がよく、能力の高い馬が生まれやすい。
血脈活性配合
両親の2代前、計8頭が属する系統の種類が多いと、産駒の能力が向上する。
因子
種牡馬および繁殖牝馬の中には特定の因子をもつものがあり、その配列が一定の条件を満たしたときに産駒の能力に影響を及ぼす。
空胎
『2』および『3』のみに存在する理論。繁殖牝馬を故意に1年間妊娠させなかった場合、翌年妊娠して誕生する産駒の能力が向上する。

### レース
『3』までの作品では、競走馬が他の競走馬と競走馬の間をすり抜けたり、あるいは陸上競技におけるセパレートレーンを走るような形式でレースが行われていたため、他の競走馬が進路の妨げとなることがなく、そのためレースは能力による対決という側面が強かったが『4』以降の作品ではそうした概念が廃止され実際の競馬の競走のように他の出走馬が邪魔となって思うような進路をとることができないことが起こりえるようになった。
『1』および『6』以降では競走中止と予後不良も存在する（必ずしも競走中止が予後不良になるとは限らない）。

### イベント
特定の条件を満たすことによって発生するイベントとして、例えば次のようなものが設定されている。
牧童イベント
『1』、『6』、『7』シリーズに存在する。牧場に騎手を志す牧童が出現する。その牧童は将来、プレイヤーとの友好度が高い状態で騎手としてデビューする。『1』では牧童が出現する牧場が生産したプレイヤー所有馬の能力が飛躍的に向上する効果も得られた。
シュンライイベント
『2』、『6』以降のシリーズに存在する。『2』では9戦9勝の牝馬三冠馬が有馬記念で故障を発症し引退後、初めて出産した産駒が牝馬であった場合に発生。「シュンライ」と名づけられた産駒が優れた能力を発揮する。『6』では特定の牧場長のもと、牝馬三冠の繁殖牝馬がただ1頭しか存在しないときに初めて出産した産駒が牝馬であった場合に発生。『7』シリーズでは牧場長の条件は撤廃され、条件も自家生産の牝馬三冠の繁殖牝馬が自牧場に1頭だけいればよいと条件が緩和されている。また、三冠の種牡馬と交配して牡馬を出産した場合にはシュンランイベントが起きるようになった。
イル・ピッコロイベント
『3』に登場。実在の競走馬・リボーをモデルとしている。若手騎手とその騎手が主戦騎手を務める晩成の競走馬、およびその産駒とのかかわりを描く。
テイタニヤ/桃姫イベント
前者は『3』に、後者は『7』以降登場。前者は実在の競走馬・テイタニヤを、後者はスペシャルウィークの乳母を務めた輓馬の逸話をモデルとしている。気性の荒い母親から生まれた素質ある初産駒に発生し、授乳を拒まれた幼駒を前者は牧場長の娘が、後者は輓馬を他の牧場から借りてきて乳を与えて育てる。
柵超えイベント
『6』以降に登場。実在の競走馬・トウカイテイオーをモデルとしている。サラブレッドが柵を飛び越えて放牧地の外へ飛び出す。
献花式
『7』にのみ登場。史実馬またはプレイヤー所有の馬が予後不良になったその翌週に発生。レース中の事故で死亡した競走馬の献花式が行われる。なお、レース中で予後不良になっていないマティリアル（治療が行われたが大腸炎を発症し安楽死になっている）も献花式が行われる。

### 主な登場人物・馬

#### 人物

##### 騎手・調教師
『1』では実在の騎手や調教師に似せた架空の人物のみが登場していたが、シリーズを重ねるたびに実名化が進んでいる。『10』まではJRA所属の騎手・調教師のみが登場していたが『10 2024』にて東京都騎手会所属の的場文男騎手が地方競馬関係者として初めて実名化され登場した。またゲーム内の時間経過によって引退や新人のデビューがあり、騎手については架空の人物（氏名や能力については『1』のみランダム、以降のシリーズでは予め設定されている）が調教師については架空の人物やゲーム内で引退した騎手が調教師として登場するようになる。更に時間が経つと、ゲーム開始当初現役の騎手や調教師として登場していた人物が再び新人となって参入するようになる。
『6』・『7』シリーズではプレイヤーが作成した騎手がゲーム開始時に登場することができる。
『8』シリーズでは架空の人物とのみ結婚も可能。また、プレイヤーの子孫が騎手として登場する。

##### 馬主・競走馬生産者
ほとんどが実在の人物や生産者に似せた架空の存在となっている。冠名については『7』シリーズから実在のものを使用しているが『6』までは実在のものに似せたものを使用し、現在の競馬に造詣が深いユーザーであれば誰が元ネタであるかわかるようになっていた。これらの名前を変更可能にする機能（エディット機能）を備えたバージョンやシリーズもあり、架空の人物名を実名に変えるという遊び方もできる。実在の存在をモデルとしない、ゲームオリジナルの存在も登場する。
プレイヤーに対し直接的なライバル心をもつライバル馬主やライバル馬主が経営する牧場が『3 プログラム'98』で初登場し、『5』以降のシリーズでも導入された。ライバル馬主の中には特定の毛色の馬しか所有しないという特徴をもつものもいる。以下は主なライバル馬主。
- 鳳雅輝
- 白嶺由紀
- 相馬百合子
- 織月恵里奈（『8』には登場しない）
- 結城江奈（初期のシリーズや『8』では知人として登場。『2』では秘書としても登場）

##### 秘書・スタッフ・知人
シリーズ作品においては一貫してプレイヤーには秘書がおり、またゲーム開始時または牧場を開設した場合には牧場長を任命することになり、『7』シリーズまではある条件を満たすと設立できるクラブの代表にも任命することになる。さらに、プレイヤーの知人としても多数の人物が登場する。『8』ではプレイヤーやプレイヤーの子孫と結婚できる（井坂を除く）。また、代替わりも存在する。
氏名や外見、経歴などの面で有名人をモデルにした人物もおり、たとえば井坂修三郎は実在の競馬評論家・井崎脩五郎をモデルにしていると言われている（本人も事実上許可している）。登場作品が複数作に跨る人物もいるが、その場合は作品によって役割が変わることが多い。初期作品から登場している人物名には「安田」「有馬」「宝塚」など、GIレースに因んだ名前が多い。
以下は登場回数の多い人物の一例。
- 有馬桜子
- 井坂修三郎
- 宝塚菊夫
- 安田五月
- 安田千六
- ビル・メッツ
- 結城江奈（『8』を除く後期のシリーズではライバル馬主として登場）
- 高松凱旋（一部のシリーズでは調教師として登場）

また、『8』以降では実在の有名人が実名で登場している。
- 守永真彩 - 『8』シリーズでは秘書として、『9』シリーズでは知人として登場する[5]。
- 須田鷹雄 - 『9』『9 2020』では競馬情報サイト「netkeiba.com」の会員のみの特典として、『9 2021』では全ユーザーが知り合える知人として登場する[5]。

##### 牧場長
プレイヤー所有の競走馬生産牧場には牧場長がいる。『5』以降は能力値が設定されるようになり、プレイヤーの生産活動に実質的な影響を及ぼす。また『2』『3』および『4』では特定の人物が務める設定であったが『5』以降は選択や交替が可能となり、さらに一部の知人を牧場長とすることが可能になった。『8』ではプレイヤーと結婚でき、さらにプレイヤーの子孫を牧場長にすることも可能。

#### 競走馬

##### 実名競走馬
『7』シリーズ以降では地方、海外も含めて各年のオープン馬やその父母、有名レース出走馬が実名で登場する。

##### スーパーホース
スーパーホース（SH）はゲーム内に登場する卓抜した競走能力をもつ架空の競走馬のことで、ユーザはこのSHの獲得もしくは打倒を目指すことになる。SHの概念は初代から存在しておりプレイヤーが所有する競走馬のライバルとして登場するが、作品によっては一部のSHを自分で生産・所有することも可能である（ただしアイアンキング、カマイタチ、ロシアンルーレットは海外馬のため所有できない。また、インデュラインは外国産馬のためプレイヤーが生産することはできずトレーニングセールでしか入手できないが海外のSHはその母を海外馬購入イベントで購入し所有することで生産も可能）。
なお、系統の概念が強く表れた『3』以降の作品では特定の種牡馬もしくは系統の後継種牡馬としての位置づけを強くもつ牡馬のSHが多数登場するようになった。
SHはゲーム開始から数年の間、登場することが多い（『2』ではプレイ期間中常に登場する。詳細はシリーズ作品一覧の項を参照されたい。『7』・『8』ではゲーム内でプレイ開始から一定の年数が経過した後数年間登場する）。特定の競走馬名でシリーズ作品に複数回登場するSHも存在する。

###### 主なスーパーホース
父母や牡牝は標準的な設定の場合で、POGモードや作品によっても異なる。
サードステージ（牡）
父・トウカイテイオー
シリーズを代表するSH。シンボリルドルフ→トウカイテイオー→サードステージで、ダービー3代制覇を目指す。『2』では祖父・シンボリルドルフを天皇賞（秋）で破ったギャロップダイナの息子であるアンビリーバブルと同期であり、彼らとその息子達のライバル対決が物語の大きな柱となっている。『2』では、サードステージからウインドバレー→ラストステージ→ウイニングポストへと続いた。
なお、『5』および『5 パワーアップキット』では登場しない。また、トウカイテイオーが2013年に死亡したことから、『8 2015』以降の『8』シリーズでは「未来シナリオ」（史実再現年度（同作の発売年度）終了後からのプレイ）ではスペシャル種牡馬としてすでに競走馬を引退した状態で登場し、さらに『9 2020』以降ではゲーム中の2015年に作為的に種付けを行わない限りは通常のシナリオにおいても登場しなくなった。
ファーストサフィー（牝）
父・ダイタクヘリオス、母・ダイイチルビー。
ハギノトップレディ→ダイイチルビーと連なる「華麗なる一族」の後継者。
父親がダイタクヘリオスなのは、よしだみほの『馬なり1ハロン劇場』の「恋のマイル戦」シリーズに影響されて2頭の仔を登場させたと製作者が述べている。「ファースト」は、『1』〜『3』では冠名である。
ユーエスエスケープ（牡）
父・アイネスフウジン（『7』ではサニーブライアン、『8』ではミホノブルボン）
名前のとおり、父譲りの逃げ馬。『1』ではしばしばサードステージを凌ぐ活躍を見せる。主な活躍の場は長距離路線。多くのシリーズ作品でエルバジェ系の後継種牡馬候補。「ユーエス」は、『1』〜『4』では冠名である。
スーパーシュート（牡）
父・サッカーボーイ
マイル〜中距離の追い込み馬。名前や脚質はもちろん父から。サッカーボーイの後継種牡馬候補でもあり、ナリタトップロードやヒシミラクルなどの活躍を受けて登場しない作品もある。栗毛。
ダークレジェンド（牡）
父・オグリキャップ（『7』の初期作ではジェイドロバリー、『8』ではクロフネ）
7までのほとんどの作品でオグリキャップの後継種牡馬候補。脚質は差しが基本。芦毛。
ロシアンルーレット（牡）
父・ソヴィエトスター（『7』シリーズではストラテジックチョイス、『9』シリーズではシャントゥ）
母・クォータームーン（『8』）
クラシック前半まではかなりの活躍をみせるが、その後はやや低迷する早熟馬。『7』シリーズ以降からは海外馬になっているが『8』シリーズでは母 クォータームーンを所有することで生産も可能。
メイジガルダン（牡）
父・メジロマックイーン（『7』の一部マキシマム版・『8』シリーズでは、血統・毛色・馬主がランダムで変更されて登場するようになるがプレイヤーが命名することも可能）
父譲りの芦毛ステイヤーで後継種牡馬候補。「メイジ」は、1〜6まで冠名であった。
カマイタチ（牡）
父・メジロパーマー（『7』シリーズではランド産駒の外国馬）
晩成の長距離型。
サンダーマウンテン（牡、牝）
短距離の追い込み馬。『3』ではメジロライアン産駒の牝馬だったが、『4』以降はトロットサンダーの後継種牡馬候補。『7』の一部マキシマム版では、ワイルドラッシュ産駒になっている。
クロスリング（牡）
父・タマモクロス（『7』の一部マキシマム版ではセイウンスカイ）
晩成の中距離馬。芦毛。「リング」は、『1』〜『3』では冠名である。
アウトオブアメリカ（牡）
父・サンデーサイレンス（『7』の一部マキシマム版と『8』ではウォーエンブレム）
ライジンオー（牡）
『2』においてコーエーが開いた大会で圧倒的な強さを見せた馬。しかしそれはパスワードを解析して作られたチート馬だった。もちろん大会では失格となったがその強さを記念し、その後SHとして名を残す事になった。
キャニオンキュート（牝）
『1』ではそのSHらしからぬ弱さで「偽SH」とも呼ばれた。「キャニオン」は、『1』〜『3』では冠名である。
その他、タコチャンゾウサン、インデュライン、アイアンキング、アルシャインなど。アルシャイン（サンデーサイレンス×ベガ）のように現実に同配合の競走馬（アドマイヤベガ、アドマイヤボス）が登場したため出てこなくなったものも多い。ただしアルシャイン自身は、『7』では父・マヤノトップガン×母・ベガとして登場している。また、珍しい例では『2』に登場したビハインドザマスクのように、同名で活躍した実在馬が登場したため使われなくなった馬名もある（ゲーム内の馬は牡馬、実在馬は牝馬である）。

#### 種牡馬・繁殖牝馬
ゲーム開発時の主だった馬が登場する。なお『3』以前は種牡馬のみ実名であったが、『4』以降は繁殖牝馬も実名で登場するようになった。なお『7』シリーズ以降の実在馬は、一部のモードを除きプレイヤーが所有しなかった場合は史実通り引退（死亡）した年度に引退する為、供用期間は通常より短い（または種牡馬・繁殖牝馬としては使用できない）可能性がある。
なお、騎手や調教師と同じくゲーム内の時間の経過に伴って引退するが、調教師へ転身しなかった場合、引退した年度1〜2年後に新人騎手（調教師）として再登場する。

##### スペシャル種牡馬
スペシャル種牡馬はゲーム開始時点ではすでに死亡した・種牡馬を引退した・種牡馬として実績を残せなかった・種牡馬の間に死亡した牡馬のうち、種牡馬として使用することができる牡馬のことである。たとえば『6』では、当時すでに死亡したサンデーサイレンスや予後不良となって種牡馬として子孫を残せなかったサイレンススズカなども種牡馬として復活させられる。スペシャル種牡馬はゲーム開始時点で10頭を選ぶため、途中から追加することはできない。また年齢は該当馬が死亡せずに生きていた場合の実際の年齢となるため、シンザンなどはスペシャル種牡馬としては使用できない。

## 不具合
ウイニングポストシリーズは『5』以降で、初期ロット版において非常にバグや不具合の多いゲームとなっている。中にはゲームの進行に支障をきたすような物や、ゲームシステムの基幹にかかわるような重大な不具合も多い。『6』以前は重大なバグや特定のイベント発生条件などに影響を及ぼすような不具合については公式パッチで対応されていたが『7』以降はインターネット常時接続がゲームの起動要件に含まれたため、オンラインアップデートによるバグフィックスが主流となった。これによってバグフィックスの頻度が向上したことでよりバグへの対応が早まったかに見えたが、アップデート自体が不可避となってしまった事やアップデートによって一部データや仕様に変更が加えられるなどの事に対してユーザからの反発につながることもあった。

### 馬群に突撃
『4』よりレース中の状況をよりリアルに表現する目的で自分以外の競走馬を障害物として認識し、進路の妨げとなるように仕様変更された。しかしこの仕様では先行する競走馬を原則避けないので、それに起因する不可解な敗北が激増した。この仕様は4以降のシリーズで徐々に改善されてきてはいるが、滅多に大外に逃げないため差し・追い込み馬が圧倒的不利に立たされている。また馬群内での強引な加速は騎手自身の落馬以外にもさまざまな危険が伴うため通常であれば危険行為に当たるが、ゲームでは演出のため意図的にそうさせているとのこと。

## その他

### ジーワンジョッキーシリーズとの対応
『4 マキシマム』以降のシリーズ作品はジーワンジョッキーシリーズとの互換性がある。具体的には前者のシリーズで生産した競走馬を後者のシリーズに、後者のシリーズで育成した騎手を前者のシリーズに登場させることが可能である。また「スーパーバリューセット」として『4 マキシマム』と『ジーワンジョッキー2』（2000年11月2日発売）、『4 マキシマム2001』と『ジーワンジョッキー2 2001』が（2001年3月22日発売）、「プレミアムパック」として『ジーワンジョッキー3』と『5 マキシマム2002』が（2002年12月19日発売）セットとなって発売された（いずれもPS2）。

### ウイニングポスト通信
1999年8月創刊の雑誌。ウイニングポストシリーズをはじめとするコーエー発売の競馬ゲームの攻略記事や、騎手へのインタビューなど競馬関連記事を掲載。以後2001年3月まで不定期に計9号が発行された。

### イメージソング
『2』および『3』にはイメージソングがあった。
『2』イメージソング
『香水工場』（UNIT33）
『3』イメージソング
『DEBUT』（吉川麻衣子）

### リアル脱出ゲームとのタイアップ
2013年10月に大井競馬場にてSCRAP主催のゲームイベントであるリアル脱出ゲームとのコラボで『ある競馬場からの脱出〜その競馬場では見えない馬が走る〜』が開催される。